# Trailblazer
Trailblazer byl technologický demonstrační satelit, který měl být provozován letectvem Spojených států a Agenturou protiraketové obrany. Byl vybrán pro vypuštění v rámci smlouvy „Jumpstart“. Finální seznam nákladu pro třetí let Falconu 1 byl vybrán méně než měsíc před plánovaným startem. Falcon 1 startoval 3. srpna 2008. Dvě minuty po startu došlo k selhání rakety. Dva předcházející lety Falconu 1 také selhaly. Prvním úspěšným letem se stal až čtvrtý let.
Původně byl satelit postavený pro zrušený projekt MDA a byl založen na sběrnici SpaceDev MMB-100. Byl vypuštěn z ostrova Omelek, v 03:34 GMT. Na palubě bylo několik dalších satelitů včetně dvou cubesatů od NASA a zařízení Celestis, které mělo zůstat připojeno k druhému stupni.